# Jang Hyeok-jin
Jang Hyeok-jin (koreanisch 장혁진; * 6. Dezember 1989) ist ein südkoreanischer Fußballspieler. Aktuell steht er beim Ansan Greeners FC unter Vertrag.

## Karriere

### Jugendzeit
Seine Ausbildung fing er in der Seokwan Middle School an, welche er von 2002 bis 2005 besuchte. Danach ging er auf die Kwangun Jeonjagong High School, die er von 2005 bis 2008 besuchte. 2009 ging er für ein halbes Jahr auf die Daekyeong University.

### Fußball-Karriere in Südkorea
Nach seiner Ausbildung ging er zum Drittligisten Yesan FC, für die er 11-mal auflief. Mitte desselben Jahres wechselte er zum Ligakonkurrenten Gangneung City FC, für die er insgesamt 12-mal auflief und dabei 3 Tore erzielte. 2011 verpflichtete der Erstligist Gangwon FC ihn. Er lief bis zur Jahresmitte insgesamt 5-mal für Gangwon FC auf, ehe man ihn zu Gangneung City FC verlieh. Dort absolvierte er 13 Spiele und erzielte dabei 5 Tore. 2012 lief er wieder für Gangwon FC auf. Dabei erzielte er in 15 Ligaeinsätzen 1 Tor. Von 2013 bis 2014 absolvierte er anschließend den Militärdienst bei Sangju Sangmu FC. Für Sangju lief er 17-mal auf und erzielte dabei 1 Tor. Nach seiner Rückkehr in Gangwon lief er regelmäßig in der K League 2 auf. Nach dem Aufstieg seines Vereins verließ er Gangwon FC und ging zu Ansan Greeners FC.

## Erfolge
- 1× Ligameisterschaft: 2013
- 2× Aufstieg in die K League 1: 2013, 2016